# Улица Хмельницкого (Чернигов)
Улица Хмельницкого (укр. Вулиця Хмельницького) — улица в Новозаводском районе города Чернигова, исторически сложившаяся местность (район) Старая Подусовка. Пролегает от улицы Глинки до улицы Серикова. Согласно «Перечню улиц города Чернигова» именуется именно как улица Хмельницкого, хотя на табличках домов улицы указана как улица Богдана Хмельницкого.
Примыкают улицы Верени (Транзитная), Радио, Мечникова, Саксаганского, переулок Серикова. 

## История
2-я Поперечная улица проложена в конце 1950-х годов для индивидуального жилищного строительства.
В 1960 году улица получила современное название — в честь гетмана Войска Запорожского Богдана Михайловича Хмельницкого.

## Застройка
Улица пролегает в восточном направлении, с небольшим уклоном на юг, параллельно улицам Гагарина и Заньковецкой. Парная и непарная стороны улицы заняты усадебной застройкой.
По названию улицы именуется переулок Хмельницкого длиной 120 м — пролегает от улицы Верени на запад, параллельно улице Хмельницкого.
Учреждения: нет. 